# 刘尚希
刘尚希（1964年9月—），男，汉族，湖南桃江人，中华人民共和国政治人物。现任中国财政科学研究院党委书记、院长，研究员、博士生导师。第十三、十四届全国政协委员。